# Красний Яр (Ілецький район)
Кра́сний Яр (рос. Красный Яр) — село у складі Ілецького району Оренбурзької області, Росія.

## Населення
Населення — 794 особи (2010; 916 у 2002).
Національний склад (станом на 2002 рік):
- росіяни — 87 %